# Twenty20 Big Bash 2010/11
Die Twenty20 Big Bash 2010/11 war die fünfte Saison dieser australischen Twenty20-Meisterschaft. Dabei nahmen die traditionellen First-Class Teams die die australischen Bundesstaaten repräsentieren an dem Turnier teil. Sieger waren die Southern Redbacks, die sich im Finale mit 8 Wickets gegen die New South Wales Blues durchsetzten.

## Format
Die sechs Mannschaften spielten in einer Gruppen gegen jedes Team jeweils ein Mal. Der Gruppenerste qualifizierte sich direkt für das Finale, während sich der Gruppenzweite und -dritte für das Halbfinale qualifizierten.

## Gruppenphase
Tabelle
| Teams                 | Sp. | S | N | NR | P  | NRR    |
| --------------------- | --- | - | - | -- | -- | ------ |
| Southern Redbacks     | 6   | 5 | 1 | 0  | 10 | +1.438 |
| Tasmanian Tigers      | 6   | 4 | 2 | 0  | 8  | +0.181 |
| New South Wales Blues | 6   | 3 | 3 | 0  | 6  | −0.160 |
| Western Warriors      | 6   | 3 | 3 | 0  | 6  | −0.662 |
| Queensland Bulls      | 6   | 2 | 4 | 0  | 4  | +0.077 |
| Victorian Bushrangers | 6   | 1 | 5 | 0  | 2  | −0.887 |

## Halbfinale
| 1. Februar Scorecard | Hobart | Tasmanian Tigers 103 (17)             | – | New South Wales Blues 107-1 (12.5) |
|                      |        | New South Wales gewinnt mit 9 Wickets |   |                                    |

## Finale
| 5. Februar Scorecard | Adelaide | New South Wales Blues 153-8 (20)      | – | Southern Redbacks 155-2 (17.3) |
|                      |          | South Australia gewinnt mit 8 Wickets |   |                                |